# فافيلا ملك أشتوريش
فافيلا الأول كان ثاني ملوك أشتوريس وابن النبيل بلاي الذي أسس المملكة المذكورة. دام حكم فافيلا ما بين سنتيّ 737م و739م.